# Rio Crespo
Rio Crespo là một đô thị thuộc bang Rondônia, Brasil. Đô thị này có diện tích 1718 km², dân số năm 2007 là 3174 người, mật độ 1,85 người/km².